# Kalağaylı
Kalağaylı är en ort i Azerbajdzjan.   Den ligger i distriktet Ağsu Rayonu, i den centrala delen av landet, 140 km väster om huvudstaden Baku. Kalağaylı ligger 254 meter över havet och antalet invånare är 275.
Terrängen runt Kalağaylı är kuperad norrut, men söderut är den platt. Närmaste större samhälle är Aghsu, 10,0 km öster om Kalağaylı.
Trakten runt Kalağaylı består till största delen av jordbruksmark. Runt Kalağaylı är det ganska tätbefolkat, med 62 invånare per kvadratkilometer.